# Hellfest
Hellfest es un festival musical de música Rock, Metal y Hardcore que se celebra anualmente en Clisson (Francia) desde 2006. Los promotores de este evento habían organizado anteriormente el FuryFest en Le Mans en 2004 y 2005. 
En junio de 2009, grupos religiosos y de extrema derecha pidieron a los organizadores del festival que se retiraran del Hellfest. Coca-Cola anunció unos pocos días después que no volverían a patrocinar al festival.

## Cartel

### 2019
Sabaton, Kiss, Tool, Dropkick Murphy's, Def Leppard, Lynyrd Skynyrd, Dream Theater, Whitesnake, Slash, Gojira, ZZ Top, Slayer, Within Temptation, Lamb of God, King Diamond, Sum 41, Architects, Beartooth, The Rumjacks, Anthrax, Testament, Trivium, Sonata Arctica, The Fever 333, Enter Shikari, Skindred, Gloryhammer, Cannibal Corpse

### 2018
Judas Priest, Avenged Sevenfold, Iron Maiden, Hollywood Vampires, Deftones, Nightwish, Europe, Bullet for my Valentine, Megadeth, Accept, Stone Sour, Parkway Drive, Rise Against, Arch Enemy, Children of Bodom, Dimmu Borgir, Alice in Chains, Iced Earth, Limpbizkit, A perfect Circle, Body Count, Napalm Death, Killswitch Engage, Asking Alexandria, Marilyn Manson, Hatebreed, Madball, Primal Fear, In this Moment, Turbonegro

### 2017
Aerosmith, Deep Purple, Linkin Park, Slayer, Suicidal Tendencies, Primus, Sabaton, Clutch, Five Finger Death Punch, Rob Zombie, Alter Bridge, In Flames, Airbourne, Steel Panther, Ministry, Saxon, W.A.S.P., Apocalyptica, Kreator, Emperor, Opeth, Obituary, Alestorm, Behemoth, Rancid, Suicidal Tendencies,      etc.

### 2016
Rammstein, Black Sabbath, Korn, Megadeth, Ghost, Slayer, Bring Me the Horizon, The Offspring, Volbeat, Dropkick Murphys, Bullet For My Valentine, Disturbed, Gojira, Within Temptation, King Diamond, Twisted Sister, Foreigner, Anthrax, Amon Amarth, Blind Guardian, Testament, Overkill, Napalm Death, Abbath, Dark Funeral, Joe Satriani, Architects, Sick of it all,

### 2015
Actuaron artistas como Slipknot, Scorpions, Faith No More, Tribulation, Judas Priest, ZZ Top, Slash y Myles Kennedy and The Conspirators, Motörhead, Alice Cooper, Korn, Limp Bizkit, Nightwish, Marilyn Manson, Airbourne y Billy Idol.

#### Hellfest All Stars
Hicieron un grupo compuesto por varios artistas para tocar la canción Highway to Hell de AC/DC. El grupo estaba compuesto por Joel O'Keeffe de Airbourne, Brian Welch de Korn, Jason Hook de Five Finger Death Punch, Ryan Roxie de Alice Cooper, Björn Gelotte de In Flames, The Answer, Max Cavalera de Soulfly, Didier Wampas, Ladies Ballbreaker, Butcher Babies, Jansen Press de Carousel Vertigo y Charlie Parra del Riego, en un videoclip realizado por Canal+ y FirrProd.

### 2014
| Viernes 20 de junio                                                            | | |                                                                                       |                                                                                                   | |
| Escenario principal 01                                                         | Escenario principal 02                                                                                    | The Altar                                                                                                | The Temple                                                                            | The Valley                                                                                        | The Warzone |
| Iron Maiden Rob Zombie Queensrÿche Sabaton Therapy? Satan Crossfaith Nightmare | Slayer Trivium Sepultura Death Angel M.O.D. Toxic Holocaust Fueled by Fire Doyle Airence Angelus Apatrida | Death: DTA Kataklysm Septic flesh Hail of Bullets Nocturnus AD Lowrider Blockheads Kronos Weekend Nachos | Watain Enslaved Turisas Impaled Nazarene Deströyer 666 Gehenna Impiety TBA Necroblood | Electric Wizard Godflesh Kylesa Kadavar Royal Thunder Downfall of Gaia Caspian Conan Mars Red Sky | Walls of Jericho TBA Pro-Pain downset. Slapshot Defeater Stick to Your Guns Brutality Will Prevail First Blood |

| Sábado 21 de junio                                                                | | |                                                                               | |                                                                                             |
| Escenario principal 01                                                            | Escenario principal 02                                                                                                   | The Altar                                                                                                 | The Temple                                                                    | The Valley | The Warzone                                                                                 |
| Aerosmith Deep Purple Status Quo Extreme Skid Row Buckcherry Led Zeppelin Killers | Avenged Sevenfold Soulfly Hatebreed Dagoba We Came as Romans Protest the Hero Miss May I Of Mice & Men Darkness Dynamite | Carcass Nile Brutal Truth Gorguts The Church of Pungent Stench Incantation Supuration Benighted Mercyless | Gorgoroth Eluveitie Tsjuder Shining Mgla Skyclad Trollfest Temple of Baal TBA | Monster Magnet Clutch Philip H. Anselmo & The Illegals Acid King Witch Mountain Subrosa Saviours Herder H A R K | Millencolin TBA Comeback Kid 7 Seconds Bl'ast! Misconduct Burning Heads AYS Stinky Bollocks |

| Domingo 22 de junio                                                                  | | | | | |
| Escenario principal 01                                                               | Escenario principal 02                                                                              | The Altar                                                                                                  | The Temple | The Valley                                                                                               | The Warzone                                                                                             |
| Black Sabbath Soundgarden Megadeth Alter Bridge Seether Crowbar Lofofora Blues Pills | Emperor Iced Earth Behemoth Annihilator Angra Powerwolf In Solitude Scorpion Child Year of the Goat | Opeth Paradise Lost Soilwork The Black Dahlia Murder Unleashed Repulsion Ulcerate Obliteration Carnal Lust | 1349 Vreid / Windir Sognametal Sólstafir Equilibrium Urfaust Dorededuh The Ruins of Beverast Aluk Todolo Azziard | Unida Spirit Caravan Dozer House of Broken Promises Black Tusk Lowriders Zodiac Satan's Satyrs Watertank | Turbonegro Flogging Molly Misfits Mad Sin The Last Resort The Bones Tagada Jones Crushing Caspars Cobra |

### 2013
| Viernes 21 de junio                                                                                  |                                                                                   | |                                                                                              |                                                                                             | |
| Escenario principal 01                                                                               | Escenario principal 02                                                            | The Altar | The Temple                                                                                   | The Valley                                                                                  | The Warzone                                                                                             |
| Def Leppard Whitesnake Twisted Sister Europe Saxon Hardcore Superstar Black Spiders Kissin' Dynamite | Avantasia Helloween Kreator Testament Hellyeah Heathen Vektor SSS Dr. Living Dead | Six Feet Under At the Gates Ceremonial Oath Asphyx Between the Buried and Me Evoken Hooded Menace Misanthrope Captain Cleanoff | God Seed Carpathian Forest Primordial Absu Aura Noir Týr Hate Stille Volk The Great Old Ones | Neurosis Sleep Black Pyramid Pallbearer Black Breath Blak Cobra Bison BC Eagle Twin 7 Weeks | Sick of It All Anti Flag Agnostic Front Terror Deez Nuts Negative Approach Bane Berri Txarrak Vera Cruz |

| Sábado 22 de junio                                                     | | |                                                                                                   | |                                                                                        |
| Escenario principal 01                                                 | Escenario principal 02                                                                                                | The Altar | The Temple                                                                                        | The Valley | The Warzone                                                                            |
| Kiss ZZ Top Accept Down 3 Doors Down Krokus Audrey Horne Attentat Rock | Korn Bullet For My Valentine Papa Roach A Day To Remember Parkway Drive Coal Chamber P.O.D Asking Alexandria Skindred | Morbid Angel Candlemass My Dying Bride Amorphis Sinister The Old Dead Tree Monstrosity Dead Congregation T.A.N.K. | Immortal Finntroll Belphegor Rotting Christ Kampfar Equilibrium Koldbrann The Secret Hell Militia | Cult of Luna Manilla Road Red Fang Karma To Burn Witchcraft Uncle Acid & the Deadbeats Procession Surtr Regarde Les Hommes Tomber | Bad Religion NOFX Converge Unearth Gallows Bury Your Dead The Casualties Retox Justine |

| Domingo 23 de junio                                                              |                                                                                        | |                                                                                          | | |
| Escenario principal 01                                                           | Escenario principal 02                                                                 | The Altar                                                                                           | The Temple                                                                               | The Valley                                                                                                 | The Warzone |
| Volbeat Stone Sour Gojira Newsted Danko Jones Mustasch Heaven's Basement Waltari | Danzig Lordi Symphony X Voivod Mass Hysteria Riverside Prong The Ghost Inside The Arrs | Napalm Death Hypocrisy Moonspell Wintersun Misery Index Pig Destroyer Cryptopsy Krisiun Haemorrhage | Cradle of Filth Marduk Dark Funeral Kickback Ihsahn Seth Inquisition Svart Crown Leprous | Swans Ghost B.C. Clutch The Sword Spiritual Beggars Graveyard My Sleeping Karma Truckfighters Eryn Non Dae | Atari Teenage Riot Punish Yourself The Toy Dolls Buzzcocks Cockney Rejects Senser Le Bal Des Enragés Treponem Pal The Decline |

### 2012
| Viernes 15 de junio                                                                       | |                                                                                        |                                                                                        | |                                                                                             |
| Escenario principal 01                                                                    | Escenario principal 02 | The Altar                                                                              | The Temple                                                                             | The Valley                                                                                            | The Warzone                                                                                 |
| Megadeth Lynyrd Skynyrd Gotthard Unisonic Molly Hatchet Lizzy Borden Bukowski Alpha Tiger | King Diamond Dropkick Murphys Turbonegro Heaven Shall Burn The Bronx Street Dogs Black Bomb A Hamlet Betraying The Martyrs | Obituary Cannibal Corpse Brujería Nasum Gorod Unexpect Benediction Benighted Trepalium | Amon Amarth Satyricon Moonsorrow Taake Darkspace Endstille Sólstafir Belenos Merrimack | Tragedy From Ashes Rise Integrity GBH Discharge Victims Vitamin X Extinction of Mankind Strong As Ten | Hank III Colour Haze Orange Goblin The Atomic Bitchwax Brain Police Thou Doomriders Celeste |

| Sábado 16 de junio                                                                                             |                                                                                           |                                                                                              |                                                                                                   | |                                                                                 |
| Escenario principal 01                                                                                         | Escenario principal 02                                                                    | The Altar                                                                                    | The Temple                                                                                        | The Valley                                                                                                   | The Warzone                                                                     |
| Guns N’ Roses Within Temptation Sebastian Bach Uriah Heep Steel Panther Crashdïet Kobra and the Lotus Koritini | Machine Head Edguy Exodus Sacred Reich Death Angel Channel Zero Gama Bomb Suicidal Angels | Entombed Napalm Death Aborted Vomitory Necrophagia Avulsed Haemorrhage Rompeprop Jesus Cröst | Behemoth Enslaved In Extremo Shining Djerv Ascension Necros Christos Oranssi Pazuzu Glorior Belli | Refused Darkest Hour Unearth Dog Eat Dog Cancer Bats October File Emmure As They Burn The Rodeo Idiot Engine | The Devil's Blood Saint Vitus Yob Unsane Ufomammut Big Business Amenra ASG Dyse |

| Domingo 17 de junio                                                                                    | | | | |                                                                                               |
| Escenario principal 01                                                                                 | Escenario principal 02                                                                                              | The Altar | The Temple                                                                                                 | The Valley | The Warzone                                                                                   |
| Ozzy & Friends Mötley Crüe Blue Öyster Cult Hatebreed Black Label Society D-A-D Girlschool Vanderbuyst | Lamb of God Slash Trivium DevilDriver Walls of Jericho August Burns Red All Shall Perish Do or Die L’Esprit Du Clan | Children of Bodom Suffocation Lock Up Brutal Truth Insomnium Dying Fetus Blood Red Throne Hour of Penance Sublime Cadaveric Decomposition | Dimmu Borgir Arcturus Ihsahn Vulture Industries Anaal Nathrakh Forgotten Tomb Liturgy Winterfylleth Aosoth | Biohazard Madball The Spudmonsters Evergreen Terrace H2O Stick to Your Guns Backfire! All For Nothing Lasting Values | Sunn O))) The Obsessed Pentagram Rival Sons Acid King Monkey 3 Alcest Year of No Light Abysse |

### 2011
| Viernes 17 de junio                                                                             | |                                                                                               | |
| Escenario principal 01                                                                          | Escenario principal 02                                                                                      | RockHard Tent                                                                                 | Terrorizer Tent |
| Iggy Pop & The Stooges Rob Zombie Down The Cult Disturbed Alter Bridge Architects Valient Thorr | In Flames Morbid Angel Meshuggah The Exploited Maximum the Hormone Dagoba The Dwarves Suicide Silence Klone | Mayhem Gorguts Belphegor Vader Unleashed Krisiun Dødheimsgard Malevolent Creation Svart Crown | Monster Magnet Melvins Clutch Corrosion of Conformity The Young Gods Karma To Burn Eyehategod Masters of Reality Church of Misery Kruger In Solitude My Sleeping Karma Hangman's Chair |

| Sábado 18 de junio                                                                    |                                                                                              | | |
| Escenario principal 01                                                                | Escenario principal 02                                                                       | RockHard Tent | Terrorizer Tent |
| Scorpions Black Label Society UFO Hammerfall Angel Witch Black Rain Crucified Barbara | Coroner Kreator Sodom Destruction Municipal Waste The Haunted Mekong Delta Whiplash Lyzanxia | Bolt Thrower Triptykon 1349 Septic Flesh Skyforger Exhumed Hail of Bullets Skeletonwitch Total Fucking Destruction | Bad Brains Converge Terror Comeback Kid D.R.I. Times of Grace US Bombs Skarhead Shai Hulud Raw Power Your Demise Deez Nuts Nasty Arma Gathas |

| Domingo 19 de junio                                                                                        |                                                                                     |                                                                                            | |
| Escenario principal 01                                                                                     | Escenario principal 02                                                              | RockHard Tent                                                                              | Terrorizer Tent |
| Ozzy Osbourne Judas Priest Mr. Big Cavalera Conspiracy Duff McKagan's Loaded Static X Doro Firewind S.U.P. | Opeth Therion Anathema Pain of Salvation Orphaned Land Atheist Turisas Audrey Horne | Cradle of Filth Dark Tranquillity Kickback Morgoth Grave Tsjuder Anal Cunt Arkona Impureza | Kyuss Lives! Hawkwind Goatsnake Electric Wizard Grand Magus The Black Dahlia Murder Buzzov-en Knut Red Fang The Gates of Slumber Ancestors Morne |

### 2010
| Viernes 18 de junio                                                                  | |                                                                           | |
| Escenario principal 01                                                               | Escenario principal 02                                                                                 | RockHard Tent                                                             | Terrorizer Tent |
| Fear Factory Sepultura Infectious Grooves Deftones KMFDM Mass Hysteria Evile Tamtrum | Biohazard Arch Enemy Sick of It All Hypocrisy Finntroll Walls of Jericho Crowbar Swallow the Sun Gorod | Marduk Ulver Watain Loudblast Ihsahn Kampfar Necrophagist Urgehal Otargos | The Devil's Blood Godflesh The Young Gods Nachtmystium Monkey 3 Between the Buried and Me Secrets of the Moon Ghost Brigade Negură Bunget Sigh Magrudergring Carnifex The Faceless |

| Sábado 19 de junio                                                        |                                                                                 | | |
| Escenario principal 01                                                    | Escenario principal 02                                                          | RockHard Tent                                                                                                   | Terrorizer Tent |
| Alice Cooper Twisted Sister Slash Airbourne Ratt Y&T Delain Electric Mary | Carcass Immortal Annihilator Nevermore Overkill Anvil Tankard Raven Dew Scented | Fields of the Nephilim My Dying Bride Watain Candlemass Dark Funeral Atheist Asphyx Count Raven Obscura Kalisia | Jello Biafra and the Guantanamo School of Medicine Agnostic Front 7 Seconds As I Lay Dying Unearth Earth Crisis Sworn Enemy Skarhead Discipline Born from Pain Architects Wisdom in Chains Knuckledust |

| Domingo 20 de junio                                                      |                                                                                     |                                                                                     | |
| Escenario principal 01                                                   | Escenario principal 02                                                              | RockHard Tent                                                                       | Terrorizer Tent |
| Kiss Motörhead Stone Sour Saxon U.D.O. Primal Fear Freak Kitchen Vulcain | Slayer Exodus Devin Townsend Project Behemoth Ensiferum Eluveitie Sabaton Blaspheme | Bloodbath Nile Suffocation Katatonia Dying Fetus Decapitated Ex Deo General Surgery | Garcia plays Kyuss The Dillinger Escape Plan Doom Brant Bjork and the Boss Mondo Generator Yawning Man Rwake Weedeater Black Cobra Saviours 16 Solace Omega Massif |

### 2009
| Viernes 19 de junio                                                                                      |                                                                                         |                                                                                      | |
| Escenario principal 01                                                                                   | Escenario principal 02                                                                  | RockHard Tent                                                                        | Terrorizer Tent                                                                                      |
| Mötley Crüe Heaven & Hell Down Papa Roach Buckcherry Backyard Babies Nashville Pussy Girlschool Squealer | Saint Vitus Anthrax W.A.S.P. Voivod Pentagram Eyehategod God Forbid Karma To Burn Gokan | God Seed Repulsion Entombed Samael Misery Index Destroyer 666 Taake Melechesh Orakle | Parkway Drive Jarboe Pig Destroyer Kylesa Torche Soilent Green Blockheads August Burns Red Watertank |

| Sábado 20 de junio                                                                              |                                                                                          |                                                                                            | |
| Escenario principal 01                                                                          | Escenario principal 02                                                                   | RockHard Tent                                                                              | Terrorizer Tent                                                                                        |
| Marilyn Manson Machine Head Gojira Soulfly Cradle of Filth DevilDriver Koritni Dagoba Gama Bomb | Killing Joke Misfits Amebix Clutch Heaven Shall Burn Pain Mad Sin Outlaw Order Trepalium | Sacred Reich Enslaved Immolation Moonsorrow Aura Noir Skinless Vader Grand Magus Offending | Cro-Mags Vision of Disorder Kickback Betrayed The Business Terror All Shall Perish Backfire Providence |

| Domingo 21 de junio                                                                     | | | |
| Escenario principal 01                                                                  | Escenario principal 02                                                                                           | RockHard Tent                                                                                      | Terrorizer Tent |
| Manowar Dream Theater Europe Queensrÿche Epica Dragonforce Holyhell Satan Jokers Adagio | Hatebreed Suicidal Tendencies Mastodon Stratovarius Destruction Pain of Salvation Volbeat ADX Black Stone Cherry | Amon Amarth Moonspell Cathedral Napalm Death Pestilence Kataklysm Keep of Kalessin Aborted Hacride | Brutal Truth Electric Wizard Coalesce The Black Dahlia Murder Orange Goblin Ufomammut Wolves in the Throne Room Despised Icon Whitechapel |

### 2008
| Viernes 20 de junio                                                                         |                                                                       | |
| Escenario principal                                                                         | Escenario Gibson                                                      | Escenario Discover |
| Venom In Flames Dimmu Borgir Sick of It All Paradise Lost Danko Jones Eluveitie Ultra Vomit | Carcass Testament Katatonia Mayhem Madball Death Angel Born from Pain | Bleeding Through Throwdown Marduk Krisiun Baroness Kruger Rotting Christ Evile Job for a Cowboy Septic Flesh Alchemist Ava Inferi Raintime Concours Rock Hard |

| Sábado 21 de junio                                                                                              |                                                                             | |
| Escenario principal                                                                                             | Escenario Gibson                                                            | Escenario Discover |
| Cavalera Conspiracy Helloween Apocalyptica Porcupine Tree Iced Earth Sonata Arctica Airbourne The Old Dead Tree | Ministry Gamma Ray Candlemass Anathema Satyricon Sodom Legion of the Damned | Belphegor Impaled Nazarene Punish Yourself Watain Shining Anaal Nathrakh Treponem Pal Haemorrhage Today Is The Day Nightmare Disfear Benighted Black Tide Blazing War Machine |

| Domingo 22 de junio                                                    | | |
| Escenario principal                                                    | Escenario Gibson                                                                                      | Escenario Discover |
| Slayer Motörhead NOFX Opeth Meshuggah Rose Tattoo Soilwork Misanthrope | Morbid Angel At the Gates My Dying Bride Obituary The Dillinger Escape Plan Forbidden Municipal Waste | Envy Cult of Luna Comeback Kid Shai Hulud Dying Fetus Necrophagist Rotten Sound The Ocean Collective Primordial Origin Ghost Brigade Year of No Light Between the Buried and Me |

### 2007
| Viernes 22 de junio                                                                      | |                                  |
| Escenario principal                                                                      | Escenario Gibson                                                                                           | Escenario Discover               |
| Korn Slayer Machine Head Hatebreed Mastodon Chimaira Lamb of God Bloodsimple Dew-Scented | Cannibal Corpse Mayhem Brutal Truth Earth Crisis Unearth Misery Index Secrets of the Moon Lyzanxia Mumakil | Coldworker Hacride Ufych Sormeer |

| Sábado 23 de junio                                                                                          |                                                                                             |                         |
| Escenario principal                                                                                         | Escenario Gibson                                                                            | Escenario Discover      |
| Type O Negative Immortal Children of Bodom Pain of Salvation Amon Amarth Brujería Epica Vader After Forever | Therion Moonspell Napalm Death Cynic Walls of Jericho Kickback Korpiklaani The Arrs Defdump | Sworn Enemy Salem Fubar |

| Domingo 24 de junio                                                                              |                                                                                      |                          |
| Escenario principal                                                                              | Escenario Gibson                                                                     | Escenario Discover       |
| Emperor Dream Theater Megadeth Within Temptation Kreator Atheist Dark Tranquillity 1349 Heavenly | Neurosis Blind Guardian Edguy Converge Behemoth Aborted Scarve Ephel Duath Manigance | Orthodox Klone Animosity |

### 2006
| Viernes 23 de junio | |
| Escenario principal | Hard'n'Heavy Training |
| Dead To Fall Soulfly Apocalyptica Alice in Chains Stone Sour Avenged Sevenfold Orphaned Land Bloodsimple Darkest Hour Textures Trepalium Locus | Opeth The Haunted Ignite Akercocke Dagoba With Honor Cephalic Carnage Rise and Fall Endstand Happyface Sonny Red The Outburst |

| Sábado 24 de junio | |
| Escenario principal | Hard'n'Heavy Training |
| Motörhead Saxon Cradle of Filth Helloween Satyricon Danko Jones Trivium Raised Fist Nightmare As I Lay Dying Gadjet Drowning | Arch Enemy Zyklon DevilDriver Boysetsfire Capricorns The Black Dahlia Murder Most Precious Blood Ringworm Damnation Ad Taint Cortez Murdum |

| Domingo 25 de junio | |
| Escenario principal | Hard'n'Heavy Training |
| Dead Kennedys Obituary Madball Entombed Gbh Gojira 36 Crazyfists Mad Sin Hatesphere Knuckledust Carnival in Coal Prostitute Disfigurement | Celtic Frost Agnostic Front Nile Leeway Born from Pain Knut Panic Guns Up Demented Are Go! Go It Alone Allegiance Amenra Hellmotel Sna-Fu |